# Hans Reimann
Hans Reimann, född den 24 augusti 1941 i Stariškė, Litauen, är en östtysk friidrottare inom gång.
Han tog OS-brons på 20 kilometer gång vid friidrottstävlingarna 1972 i München. 